# Zamek w Strážnicach
Zamek w Strážnicach (cz. Zámek Strážnice) − zabytkowy zamek w mieście Strážnice (Republika Czeska).
Pierwotnie na miejscu zamku znajdowała się twierdza - posterunek wartowniczy na granicy morawsko-węgierskiej. Następnie zamek na wodzie na przestrzeni lat przekształcony został w reprezentacyjną rezydencję. Najstarsze wzmianki o obiekcie pochodzą z XIV w., kiedy to wymieniani są pierwsi właściciele - panowie z Kravaře, którzy około 1450 wybudowali zachodnie skrzydło. Od 1501 posiadaczami byli Žerotínowie. Po bitwie pod Białą Górą  w 1620 zamek nabył Franz von Magnis (1598-1652). Duża przebudowa miała również miejsce po 1840 za czasów Antona von Magnisa (1786-1861) i jego syna Philippa (29.07.1822-24.07.1857), który w 1849 poślubił Octavię von Leutrum-Ertingen.

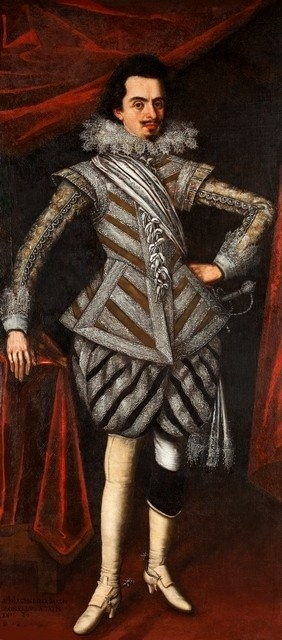
Franz von Magnis(inne języki) (1598-1652)
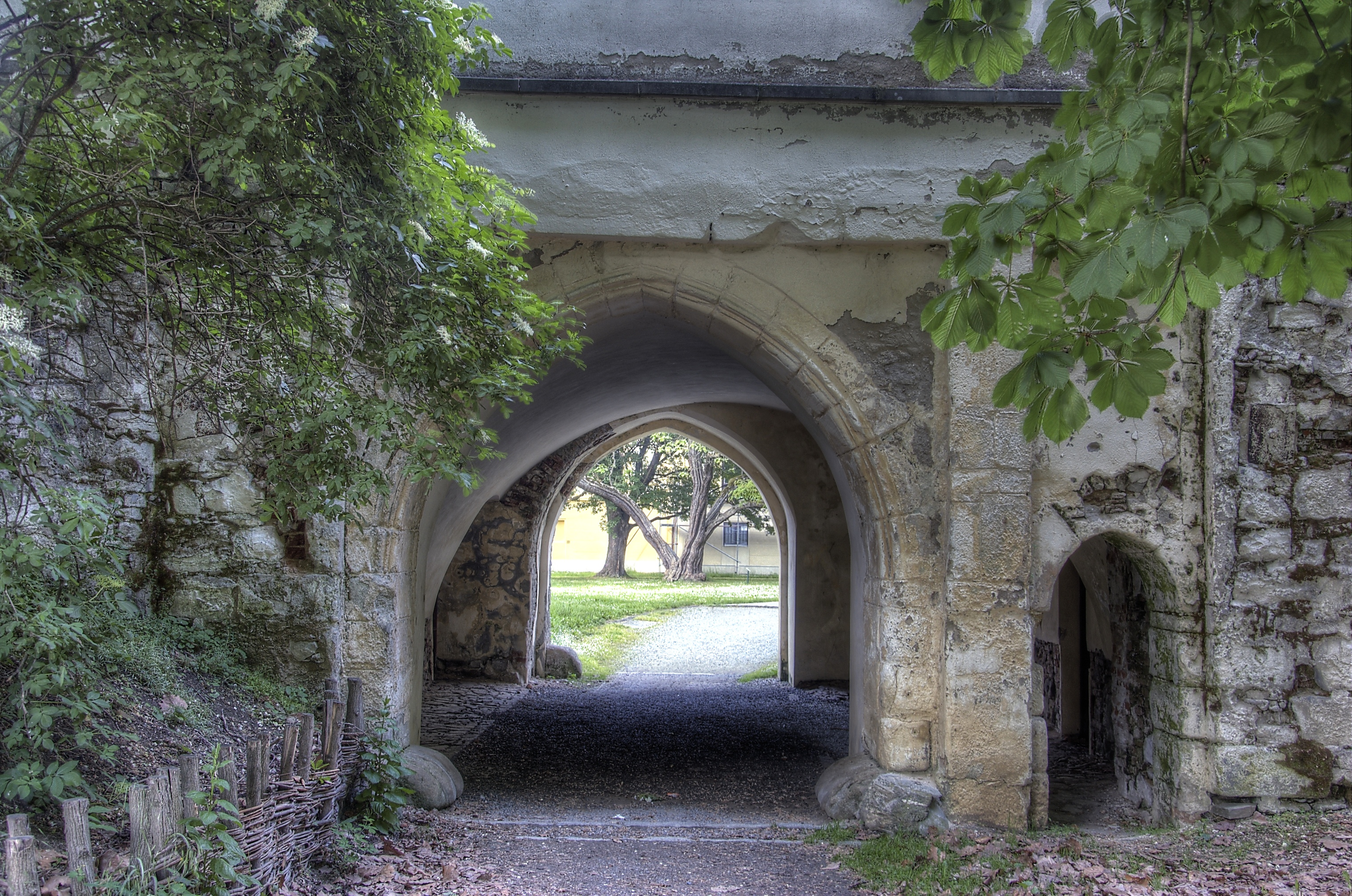
Czarna brama